# كلية الهندسة بالمطرية (جامعة حلوان)
أنشئت كلية الهندسة بالمطرية في صيف 1955 تحت اسم المعهد العالى الصناعي للمعلمين بمصر الجديدة وكانت مدة الدراسة بهذا المعهد خمس سنوات متصلة لا يمنح فيها سوى شهر واحد كعطلة صيفية في كل عام ومن بين هذه السنوات سنة تدريبية في ألمانيا.
مقر الكلية الحالى بأرض النعام في حي عين شمس بالقاهرة ويحد الكلية من الجنوب شارع منشية التحرير ومن الشمال شارع إبراهيم عبد الرازق ومن الشرق شارع المعهد الصناعي ومن الغرب شارع الشهيد مصطفى حافظ، تبلغ مساحة أرض الكلية حوالي 52 ألف متر مربع منها 1500 متر مربع ملاعب وألفي متر مربع طرقات والباقى مبانى وحدائق.

## تاريخ الكلية
- نقل مقر المعهد إلى حلوان في صيف 1958 وظل محتفظا بنفس نظم الدراسة السابقة تحت اسم المعهد العالى الصناعي للمعلمين بحلوان.
- في صيف 1959 تقرر قبول أول دفعة نظام خمس سنوات العادية وتضمنت خطة الدراسة ثمانية أشهر تدريبية بألمانيا (الفصل الدراسى الثاني من الصف الثالث) في نفس العام تم تصفية النظام القديم الذي كان متبعًا.
- في صيف 1961 حدث تطور في نظام الدراسة ومناهجها حيث قامت لجان جامعية متخصصة بوضع مناهج دراسية تعادل ما يدرس بكليات الهندسة في ذلك الحين بجانب المواد التربوية ونقل المقر إلى المقر الحالى بالمطرية.
- في صيف 1965 تغير اسم المعهد إلى المعهد العالى الصناعي بالقاهرة.
- في صيف 1967 تغيرت خطة الدراسة ومناهجها بالنسبة للطلبة المستجدين فقط وأنشئت كلية المعلمين الصناعية وقبلت أول دفعة في أكتوبر 1967، أما نظام المعهد العالى الصناعي فقد استمر تصفيته تدريجيًا.
- دُعمت كلية المعلمين الصناعية مرات متتالية وجرى تطوير الدراسة ومناهجها تحت اسم كلية التكنولوجيا والتربية عام 1971 وتخرجت أول دفعة من كلية التكنولوجيا والتربية عام 1972.
- في صيف 1975 أنشئت جامعة حلوان وضمت إليها كلية التكنولوجيا والتربية التي أطلق عليها اسم كلية التكنولوجيا بالمطرية وتخرجت منها أول دفعة عام 1976.
- في صيف 1976 طبقت اللائحة الداخلية الجديدة للكلية بعد اعتمادها من المجلس الأعلى للجامعات المصرية تحت اسم كلية التكنولوجيا بالمطرية على جميع الفرق الدراسية ماعدا الفرقة النهائية في ذلك العام وحذفت المواد التربوية ودعمت المواد الهندسية ودرست فيها مناهج تساير المناهج التي تدرس بكليات الهندسة بالجامعات المصرية.
- تخرجت أول دفعة من هذا النظام مايو 1979 وأصبح اسم الكلية «كلية الهندسة والتكنولوجيا» وقد تم تغيير اسم الكلية إلى «كلية الهندسة بالمطرية».[1]

## الدرجات العلمية

### درجةالبكالوريوس
في التخصصات التالية:
- الهندسة المدنية·
- الهندسة المعمارية·
- هندسة القوى الميكانيكية·
- هندسة السيارات والجرارت·[2]
- هندسة التصميم الميكانيكى

### مرحلة الدراسات العليا
- دبلوم الدراسات العليا في الهندسة.
- درجة الماجستير في الهندسة.
- درجة دكتوراة الفلسفة في الهندسة.

## أقسام الكلية

### الأقسام العلمية
- قسم هندسة القوى الميكانيكية.
- قسم هندسة السيارات والجرارات.
- قسم الهندسة المدنية.
- قسم الهندسة المعمارية.
- قسم التصميم الميكانيكى والمواد

### برامج نظام الساعات المعتمدة
- برنامج الهندسة الإنشائية.
- برنامج هندسة الطاقة.
- برنامج الهندسة بتكنولوجيا العمارة الرقمية.
- برنامج هندسه ميكاترونيات.

<0:"=ref name" />

### أقسام الدراسات العليا
(لأعضاء هيئة التدريس وغير مسموح للطلاب بالالتحاق بها)
- قسم التصميم الميكانيكي.
- قسم الفيزيقا والرياضيات الهندسية.

## نظام الدراسة بالكلية
مدة الدراسة خمس سنوات منها سنة إعدادية، للحصول علي درجة البكالوريوس في الهندسة بتخصصها، ويحصل الخريج على عضوية نقابة المهندسين المصرية واتحاد المهندسين العرب.

## وحدة الجودة
أنشئت وحدة توكيد وضمان الجودة بكلية الهندسة بالمطرية بقرار من مجلس جامعة حلوان في رقم 333 بتاريخ 25/7/2007 وللوحدة هيكل تنظيمى معتمد ذي تبعية تنظيمية لها وتتبع وحدة ضمان الجودة من الهيكل التنظيمى للكلية العميد مباشرة، ويوضح الشكل التالى الهيكل التنظيمى للوحدة ويحدد المهام الوظيفية والإدارية. ويتم تشكيل مجلس إدارة للوحدة ليساعدها على تحقيق أهدافها ويضم ممثلين عن جميع فئات العاملين بالمؤسسة وبعض فئات المجتمع الخارجى، وينعقد مجلس إدارة الوحدة بصورة دورية، وتحتفظ الوحدة بمحاضر اجتماعاته وإعداد تقارير لمتابعة تطبيق قراراته. وتشكيل مجلس إدارة الوحدة معتمد من مجلس الكلية ومجلس إدارة مركز الجودة بالجامعة وللوحدة لائحة ادارية وتنفيذية معتمدة من مجلس الكلية وقد تم إعادة اعتمادها بعد تطويرها بمجلس كلية رقم (8) بتاريخ 11/4/2010 .
الكلية حاصلة على اعتماد الهيئة القومية لضمان جودة التعليم والاعتماد التابعة لمجلس الوزراء المصري.

## أنشطة الكلية

### أنشطة الاقسام
قسم الهندسة المعمارية:
·  تقديم الاستشارات الهندسية في مجالات: التصميم المعماري والحضري، التخطيط العمرانى، الإسكان، تنسيق المواقع.
· التعاون مع الهيئة العامة للتخطيط العمراني في وضع المخططات الاستراتيجية للمدن والقري وفي دراسة إعادة تخطيط المناطق غير المخططة.
· وضع المخطط الابتدائي لمشروع الحرم الجامعي الجديد لجامعة حلوان بمدينة 15 مايو.
· التصميم والأشراف علي تنفيذ العديد من المباني التعليمية بجامعة حلوان.
· المشروعات البحثية المقدمة لأكاديمية البحث العلمي والتكنولوجيا.
· المشاركة في وضع أكواد البناء المصرية.
· تقديم القيادات والخبرات الأكاديمية لمؤسسات تعليمية مرموقة داخل وخارج مصر.
قسم هندسة السيارات والجرارات:
. قام قسم هندسة السيارات والجرارت بإقامة العديد من الأنشطة بالاشتراك مع الأنشطة الطلابية مثل: التعاون في تطوير السيارة المخصصة لآداء المهام الثقيلة للتحرك في الأراضي المتعرجة.
. أيضًا يقوم قسم هندسة السيارات والجرارت بدعم الأنشطة الطلابية مثل: Helwan Formula Student للمشاركة في مسابقة فورميلا Formula العالمية، وBaja Helwan University Racing Team للمشاركة في مسابقة Baja العالمية.
. يقوم القسم أيضاً بدعم نشاط E-Rally الوليد حديثاً لصناعة سيارة تعمل بالطاقة الكهربائية.
. تم صنع سيارة تعمل بالهواء لمواجهة ارتفاع أسعار المواد والوقود من خلال طلاب القسم بالتعاون مع مجموعة من طلاب قسم هندسة القوى الميكانيكية.
قسم الهندسة المدنية:
. قيام القسم بمسابقات في مجال الهندسة الإنشائية مثل مسابقة Triple S " Structural Students Show"، وشملت المسابقة فروع الهندسة الإنشائية من التحليل الإنشائي وخواص المواد والخرسانة، وضمت العديد من المشروعات كالجسور المعلقة والمنشآت المضادة للزلازل والصواريخ من مواد بسيطة.

### أنشطة الطلاب
هناك العديد من الأنشطة الطلابية بالكلية من أهمها اتحاد الطلاب الرسمي بالإضافة للأنشطة الطلابية المختلفة مثل:
- .HFS Helwan Formula Student
- .Enjad Student Organization
- معهد مهندسي الكهرباء والإلكترونيات Mataria Student Branch
- .MCs - Motivation Creators Team
- .Baja Helwan University Racing Team
- .4P Team MP
- .Rescale Team
- .White page MSA
- .Klexis Student Organization
- .I Engineer
- .E - Rally